# Greenwich (burg)
Burgul regal Greenwich este un burg londonez în sud-estul capitalei britanice.

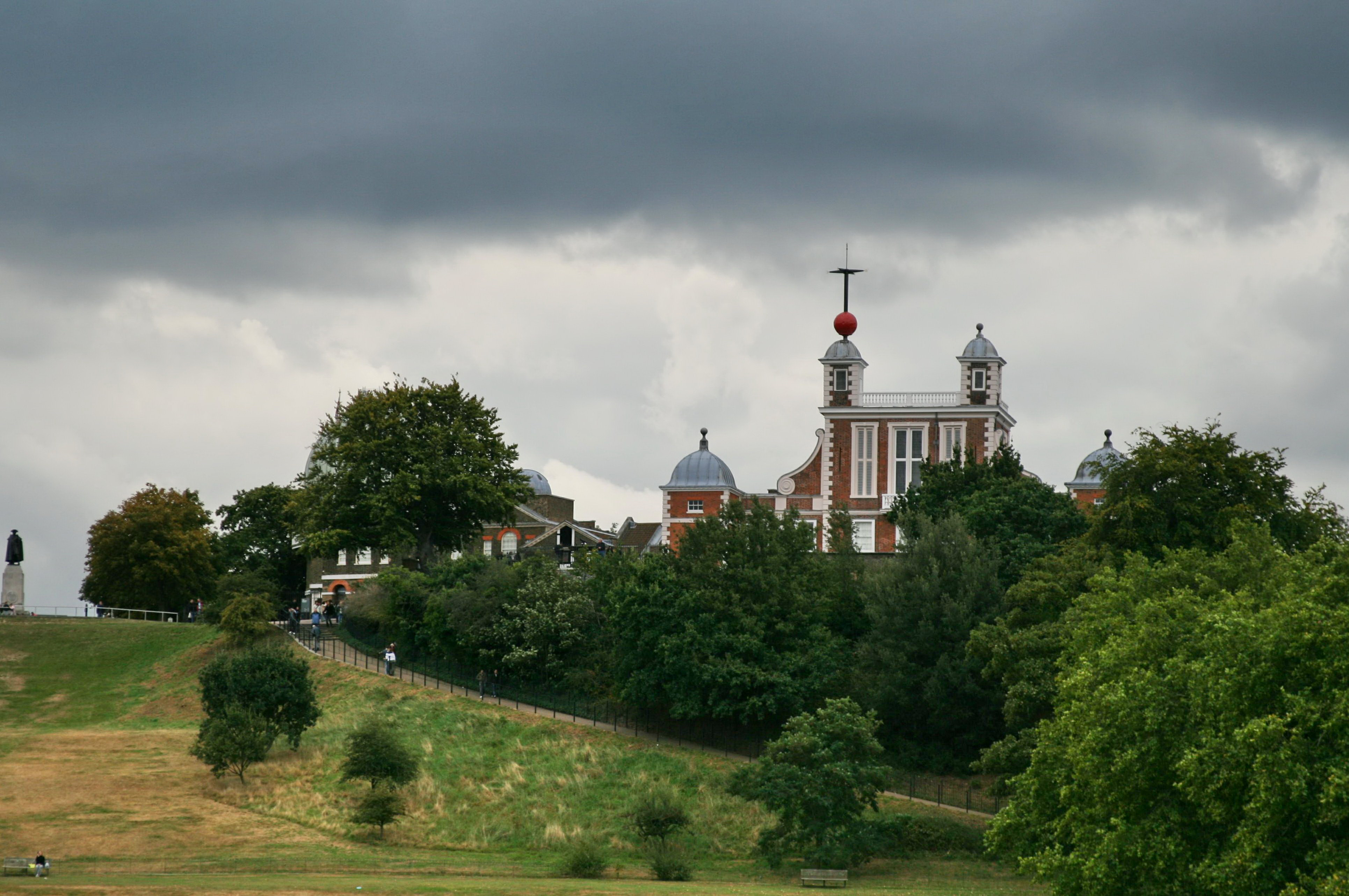
Observatorul Regal din Greenwich

Greenwich fost înscris în anul 1997 pe lista patrimoniului cultural mondial UNESCO. Este renumit prin observatorul astronomic de aici. Prin rezoluția din 1884 a Conferinței Internaționale a Meridianului (în engleză: International Meridian Conference) acest observator a fost ales drept origine a longitudinii („meridianul zero”), o convenție urmată în toată lumea.
In anul 1878, canadianul Sandford Fleming a propus un sistem orar unitar la nivel mondial, pe care il folosim si astazi. El a recomandat ca Globul Pamanesc sa fie impartit in douazeci si patru de zone orare, fiecare distantandu-se la 15 grade de longitudine.
Teoria lui Fleming privind zonele orare, care a pornit de la faptul ca pamantul se roteste o data la 24 de ore si existenta a 360 de grade longitudine a fost declarata o solutie stralucitoare, la o problema care crea haos la nivel mondial.
In 1884 a avut loc la Washington o Conferinta Internationala pentru standardizarea timpului si selectarea meridianului primar. La conferinta a fost selectata longitudinea Greenwich din Anglia ca fiind punctul de plecare de zero grade longitudine si au stabilite cele 24 de zone orare pe baza prim meridianului.